# Thomas Verhoef
Thomas Verhoef (Leiden, 30 september 1980) is een Nederlands televisiepresentator en tv-klusser. Van 2004 tot en met 2020 maakte hij onderdeel uit van het presentatieteam van het RTL 4-programma Eigen Huis & Tuin.
Hij heeft de timmermansopleiding gevolgd en heeft sinds 2005 een eigen klusbedrijf. 
Op 5 juli 2006 is hij getrouwd. In de zomer van 2007 is hij vader geworden van een zoon.